# سيلاس وير ميتشل
كان سيلاس وير ميتشل (من مواليد 15 فبراير 1829 - 4 يناير 1914) طبيبًا أمريكيًا وكاتبًا معروفًا باكتشافه لسبب متلازمة الألم الناحي المركب ومتلازمة الألم الإقليمية المعقدة واحمرار الأطراف المؤلم.

## سيرته الذاتية
وُلد سيلاس وير ميتشل في 15 فبراير 1829 في فيلادلفيا بولاية بنسلفانيا لجون كرسلي ميتشل وسارة هنري ميتشل.
درس سيلاس في جامعة بنسلفانيا، وحصل على درجة الدكتوراه في الطب من كلية جيفرسون الطبية في عام 1850.وكان مسؤولاً خلال الحرب الأهلية عن الإصابات العصبية والأمراض في مستشفى تيرنرز لين بفيلادلفيا، وفي ختام الحرب أصبح استشاريًا في طب الأعصاب. أصبح اسم ميتشل مرتبطًا بشكل بارز في هذا المجال بإدخاله للعلاج التحفظي، والذي تم تناوله في وقت لاحق من قبل عالم الطب من أجل علاج الأمراض العصبية، وخاصةً الوهن العصبي والهستيريا. يتألف العلاج في المقام الأول من العزل، وملازمة الفراش، واتباع نظام غذائي لإنقاص الوزن، والعلاج بالكهرباء والتدليك؛ وكان معروفا شعبيًا باسم «علاج طبيب الغذاء والطبيب الهاديء». تشمل نصوصه الطبية إصابات الأعصاب وعواقبها (1872) والدهون والدم (1877). وسمى ميتشل المرض باسم احمرار الأطراف المؤلم. كما صاغ مصطلح وهم الأطراف أثناء دراسته للأطراف المبتورة.
اكتشفت سيلاس وير ميتشل وعرَّف المتلازمة المعروفة اليوم باسم متلازمة الألم الناحي المركب.يُعتبر سيلاس أب لعلم الأعصاب وكذلك رائد في الطب العلمي في وقت مبكر. كما كان أيضًا طبيبًا نفسيًا، وطبيبًا للسموم، ومؤلفًا، وشاعرًا، وشخصية مشهورة في أمريكا وأوروبا. أدت مهاراته العديدة وسط معاصريه إلى اعتباره عبقريًا على قدم المساواة مع بنجامين فرانكلين. واستمرت مساهماته في الطب ولا سيما جراحة اليد.
وفي عام 1866 كتب قصة قصيرة تجمع بين المشاكل النفسية والنفسية بعنوان «حالة جورج ديديلو»، في جريدة المحيط الأطلسي الشهرية ذا أتلانتيك. قسّم ميتشل من تلك النقطة فصاعدًا انتباهه بين المساعي المهنية والأدبية. تناول سيلاس في كتابه السابق دراسات على سم أفعى الجرس، على إصابات الأعصاب، وعلى الوهن العصبي، وعلى الأمراض العصبية للمرأة، وعلى آثار الجروح الناجمة عن طلقات نارية على الجهاز العصبي، وعلى العلاقات بين الممرضة والطبيب والمريض؛ بينما كتب في هذا الأخير قصصاً للأحداث وعدة مجلدات من شعر؛ كما كتب قصصًا نثرية مختلفة، مما أعطاه مكانًا بارزًا بين المؤلفين الأمريكيين في ختام القرن التاسع عشر. شملت رواياته التاريخية، هيو واين، وفري كويكر (1897)، ومغامرات فرانسوا (1898)، وشباب واشنطن (1904) والمدينة الحمراء (1909)، وأخذ مرتبة عالية في هذا الفرع من الخيال.
كان طبيب شارلوت بيركينز جيلمان الذيا ستلهم منه فكرة «خلفيات ورق الحائط الأصفر»، وهي قصة قصيرة يتناول فيها الراوي الجنون وعلاجه.

## تأثيره على فرويد
استعرض سيغموند فرويد كتاب ميتشل حول علاج أنواع معينة من وهن عصبي وهستيريا في عام 1887؛ واستخدم العلاج الكهربائي في عمله في تسعينيات القرن التاسع عشر.
تبنى فرويد أيضًا استخدام ميتشل للراحة الجسدية كعامل مساعد للعلاج، مما أدى في النهاية إلى توظيف الأريكة النفسية.

## معرض صور

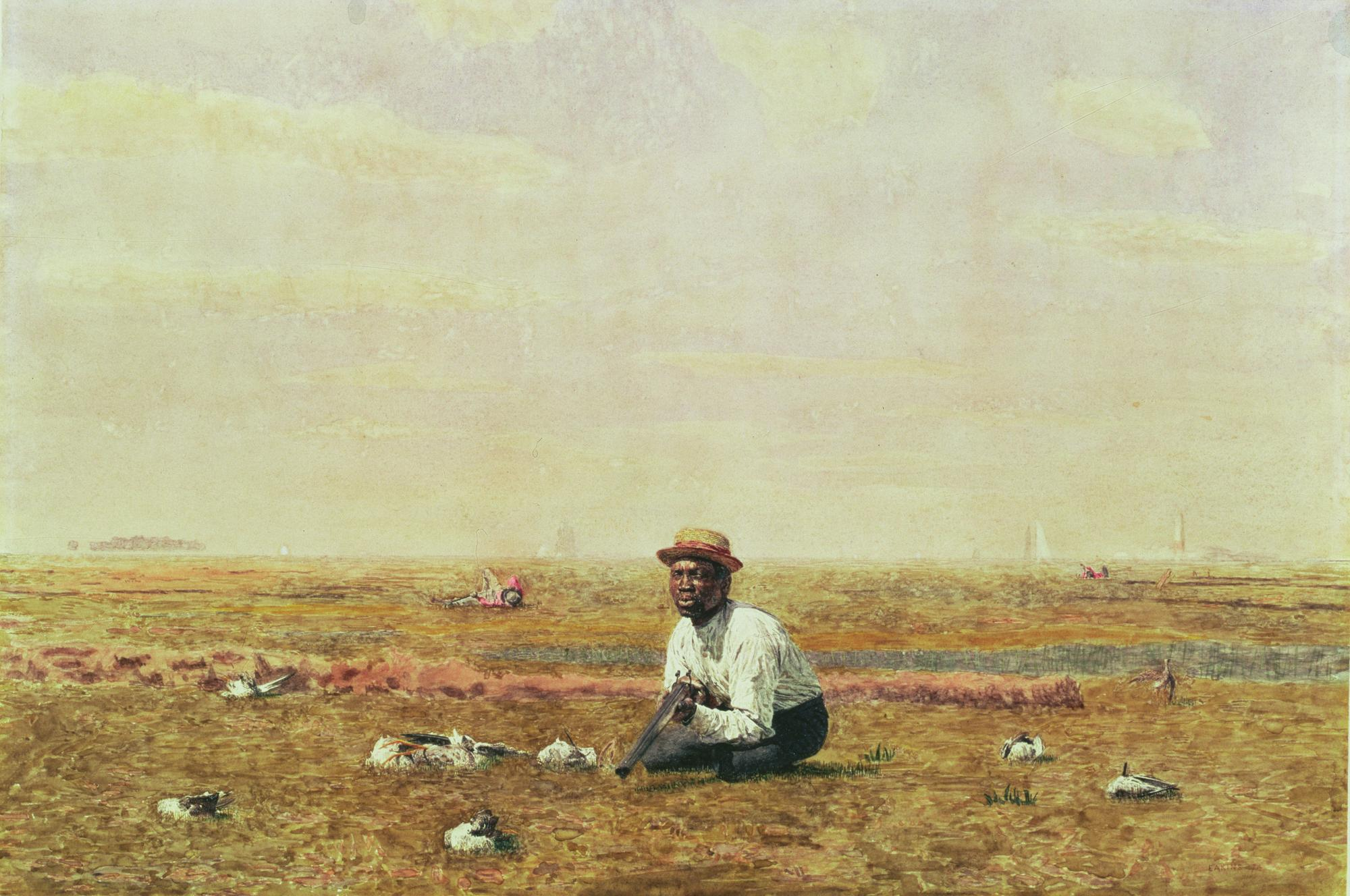
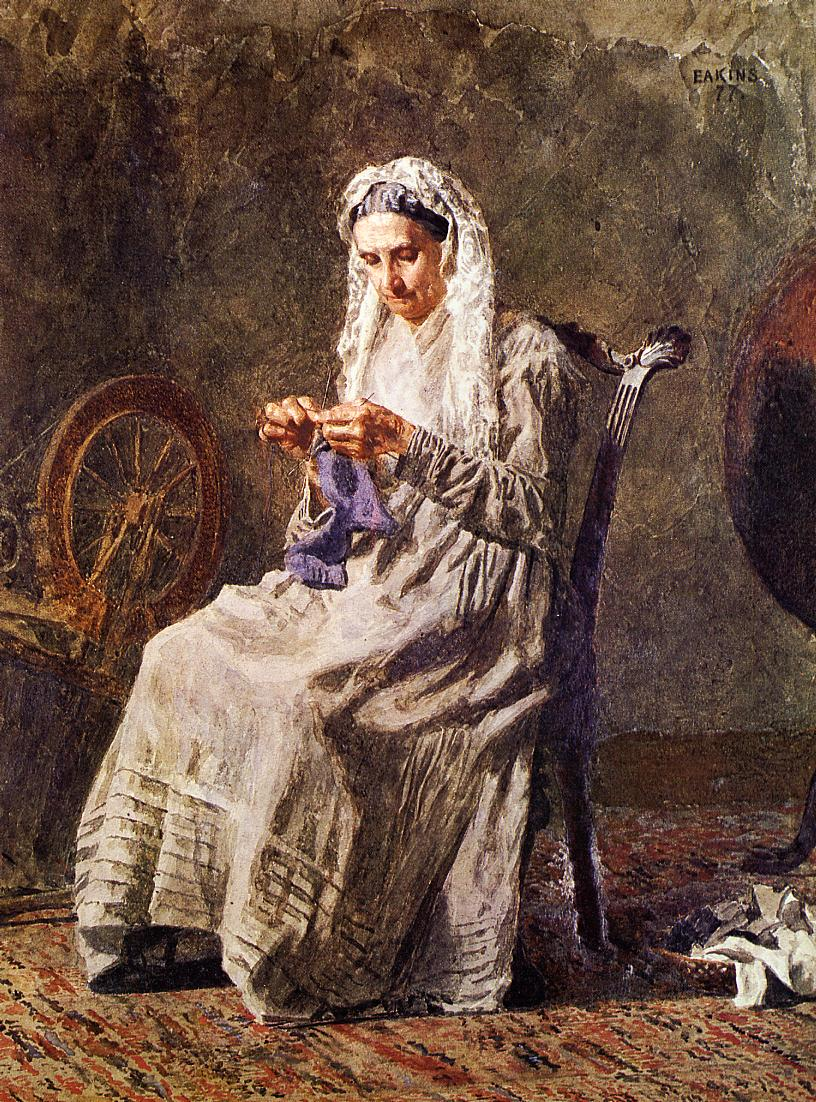
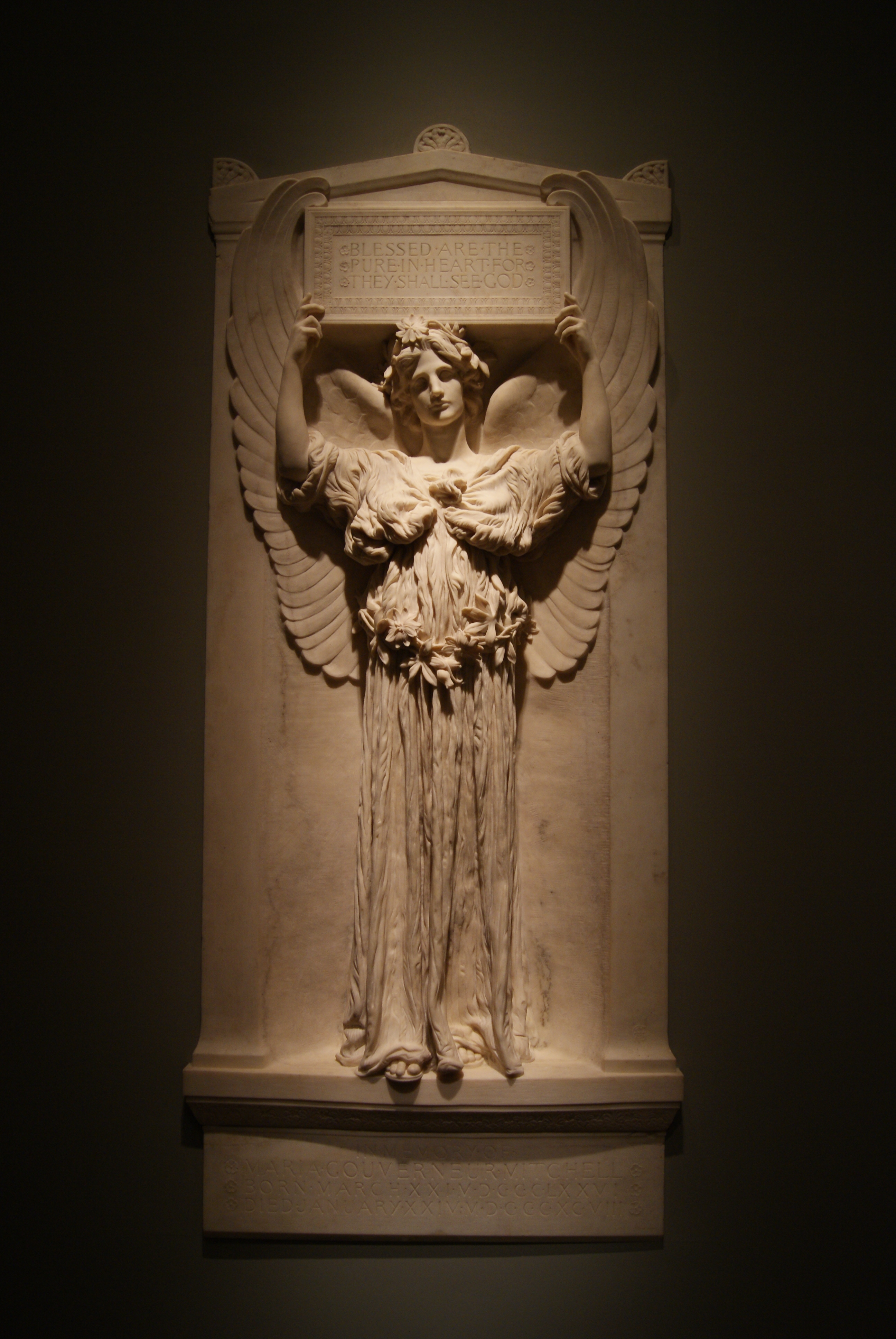

## روابط خارجية
- سيلاس وير ميتشل على موقع الموسوعة البريطانية (الإنجليزية)
- سيلاس وير ميتشل على موقع إن إن دي بي (الإنجليزية)

- Finding aid to the S. Weir Mitchell collection at the University of Pennsylvania Libraries
- Silas Weir Mitchell. Biography at WhoNamedIt
- Silas Weir Mitchell papers from the Historic Psychiatry Collection, Menninger Archives, Kansas Historical Society
- مؤلفات سيلاس وير ميتشل في مشروع غوتنبرغ
- أعمال أو نبذة عن سيلاس وير ميتشل على أرشيف الإنترنت
- Works by Silas Weir Mitchell in the Ball State University Digital Media Repository
- Portrait of Silas Weir Mitchell by John Singer Sargent
- S. Weir Mitchell Award of the American Academy of Neurology
- سيلاس وير ميتشل على موقع فايند أغريف
- قالب:Biographical Memoirs